# سمیر لطفی السید
سمیر لطفی السید (انگلیسی: Samir Loutfi El-Sayed؛ زادهٔ ۱ ژوئیهٔ ۱۹۴۵) بازیکن والیبال اهل مصر بود.